# 本間長子
本間長子（ほんま ながこ）は、TBSのホームドラマ『渡る世間は鬼ばかり』に登場する岡倉大吉の五女でこのドラマに登場する架空の人物である。藤田朋子が演じている。

## プロフィール
- 生年月日：1969年9月15日
- 住所：不明
- 職業：大学生→銀行員→専業主婦→「城東医科大学附属関東総合病院」院長秘書→翻訳家→「おかくら」従業員→専業主婦→「おかくら」従業員→「本間クリニック」手伝い
- 資格：不明（作中では、簿記や医療事務の資格を持っている描写がある）
- あだ名：長ベェ（学生時代）

## 来歴・人物
岡倉大吉・節子夫婦の五女（末っ子）として誕生。末娘らしいお調子者で要領もよく、ちゃっかりした甘えん坊の性格。特に大吉から可愛がられていた。四女・葉子とは年齢が近いために特に仲が良い。
他の姉妹同様、学生時代は成績が優秀で、私立女子大学の英文科在学中には家庭教師のアルバイトをしていた。そのため英語が得意。大学卒業後は一流銀行に就職。銀行では窓口ではなくオフィスで英語を使って仕事をしていた。学生時代からの意中の恋人・加納竜一とのデートに、同僚社員・大木すみれや甥・望を連れて来たりしていた。大木に加納の身の回りの世話をさせていたところ、加納の両親が大木を気に入ってしまい、そのまま二人は結婚に至り失恋した。
父親譲のお人よしで、栄養失調の貧血で倒れたすみれや遊や記憶喪失の患者を自宅に招き入れ面倒をみている。
第1シリーズ最終回、交通事故を起こして長子を怪我させてしまったことで知り合ったシングルファザー・遠山昌之と両親の大反対を押し切って結婚したが、1993年春、昌之が連れ子・遊を残してくも膜下出血により急逝する。昌之の遺産目当ての非情な義兄に追い出され幾度も悔し涙を流し辛い思いをする。義兄の遊に対するあまりの仕打ちに一度は遊を引き取るが人格者の雲仙の叔母に預けることで遠山家とは完全に縁が切れる。昌之の執刀医・本間英作に関心を持たれ、プライベートでも付き合うようになった。英作は「優しくてチャーミング」と評している。また、英作の同期・佐久からもプロポーズを受けるが、複数の女性看護師と関係を持っていたことが発覚し、佐久とは別れる。第2シリーズ最終回、結婚式から逃げ出した英作からプロポーズを受け、1994年に再婚して大阪へ移住した。
1996年、長女・日向子を出産。第3シリーズ序盤に大阪から東京に戻る。当初は岡倉家で同居し、翻訳の仕事を始め、家事・育児を放棄して仕事三昧の生活を送る。後に別居するも、長子の生活習慣は変わらなかった。姑・常子には、いつも嫁としてなっていないと叱られるが、思ったことを正直に言ってしまう性分から負けじと常子には度々反論している。家事をしない事で英作に怒られる事が多く、「不味くても良いから長子のあったかい手料理がいい」と言っており、度々幸楽を訪れては勇と飲み明かしているので、五月からも心配されている。
第3シリーズ終盤、第二子を妊娠したが、不規則な生活・仕事・育児で無理をし、定期検診にも行っていなかった為流産してしまう。
節子の死後、大吉の一人暮らしを心配し、岡倉家に帰り再び同居を始めた（第4シリーズ第29話）。当初、常子は反対していたが、交際相手・神林清明の説得により、渋々了承した。第5シリーズで日向子を「本間病院」の後継者にするため、私立小学校に入学させたい常子に対し、面倒だから近所の公立小学校で十分という考えの持ち主だったが、日向子の面倒を見て貰え、仕事に打ち込めると理解を示し、日向子の希望もあって私立小学校に入学させている。遊については甘やかしていたが、日向子には厳しい。また、英作の為に近所に中古マンションを購入し、英作の書斎として使用の他、大吉が犬を買ってしまったのでマンションで面倒見ている。そのマンションは現在はおかくらの従業員寮となっている。
第8シリーズで、翻訳の仕事に行き詰まり、翻訳家を廃業。「おかくら」を継ぐことを決意し、従業員として働き始める。第9シリーズでは、大吉が店の客・小宮怜子と急接近し、彼女の良さそうな性格とは裏腹に、大吉を騙そうとしているのではと付き合いに反対していた。しかし、小宮が叔母・珠子と知り合いだったことが発覚する。小宮のお茶会に呼ばれた後、小宮の人柄に惚れ込み、付き合いに賛成するようになった。
一方、常子が脳卒中で倒れ、日中は介護せざるを得なくなり、さらには英作が過労で倒れ、脳外科の手術に参加できなくなった事で「おかくら」を辞める。2人のために岡倉家を出て所帯を持つ。その後、再会した神林に勧められ、神林家で暮らすことになったほか、英作は訪問診療を始める。
しかし、最終シリーズ第1話で神林が死去。相続税納付の関係で、神林家が売却されることになり、岡倉家へ戻る。再び「おかくら」で働くようになった。なお、神林の医療機器は英作が譲り受けた。この頃から日向子が「おかくら」の板前を志すようになり、本格的に店を手伝い始める。大吉・タキ・壮太らは賛成していたが、長子は別の道を歩んでほしいと猛反対。高校・大学には進学したくないと主張する日向子と何度も衝突した。
大吉死去後、姉妹4人は長子が継げばいいと言って居たが、長子だけが「おかくら」を売り、岡倉5人姉妹で遺産を平等に相続したいと主張。しかし、日向子の板前への夢を認め、日向子に「おかくら」を継がせることになったほか、おかくらを株式会社化し、年に1度姉妹が集まって配当金分配と言う形で収まる。
2016年から「本間クリニック」で家事や事務等を担当し、英作兄妹を始めとした医師や看護師を支えている。

## 家族・親戚・関係者
- 現夫：本間英作（「城東医科大学附属関東総合病院」脳外科医→救急救命センター勤務→「城東医科大学附属関東総合病院」内科医長→「神林クリニック」訪問診療医→「本間クリニック」院長）（演：植草克秀）
- 義妹：本間由紀（大学生→「本間病院」不妊治療専門医→「本間クリニック」訪問診療医）（演：片岡京子（第2シリーズ）→小林綾子(第4シリーズ以降）
- 姑：神林常子×（助産師→「本間病院」院長→「神林クリニック」ボランティア→老人ホーム在住、2017年死去）（演：京唄子×）
- 舅：神林清明×（大学病院内科医→「神林クリニック」院長、2010年死去）（演：愛川欽也×）

常子の再婚相手。

### 関係者
- 前夫：遠山昌之（運送会社社長、1993年4月死去）（演：香川照之）
- 継娘：遠山遊（小学生）（演：山辺江梨[1]）

### 岡倉家
- 父：岡倉大吉×（会社員→「おたふく」板前→「おかくら」店主、2014年12月30日死去）（演：藤岡琢也×→宇津井健×）
- 母：岡倉節子×（専業主婦→「おかくら」初代女将、1998年秋死去）（演：山岡久乃×）
- 伯母：森山珠子（ハワイ在住、お金持ちの未亡人）（演：森光子×）
- 姉：野田弥生（専業主婦→看護師→専業主婦→「ラ・メール」勤務→「ごはんや」勤務→「北川保育園」ボランティア→専業主婦→喫茶「花」経営）（演：長山藍子）
- 姉：小島五月（「幸楽」2代目女将）（演：泉ピン子）
- 姉：高橋文子（食品会社勤務→専業主婦→「あさま」従業員→「FTトラベル」社長）（演：中田喜子）
- 姉：大原葉子（照明デザイナー→一級建築士）（演：野村真美）

### 子供
- 長女：本間日向子（乳児→幼稚園児→小学生→中学生→高校生→大学休学→「おかくら」板前）（演：土江海鈴→高塚麻衣→日野美紀→大谷玲凪）